# Club Esportiu Mediterrani
Il Club Esportiu Mediterrani è una società polisportiva spagnola con sede nella città di Barcellona, nota principalmente per le sezioni di nuoto e pallanuoto.

## Storia
Fu fondata il 3 luglio 1931 da un gruppo di appassionati che frequentavano la spiaggia della Barceloneta. Nel 1943 si registra una profonda crisi che provoca una scissione in seno alla società che porta, da un lato, il trasloco del Mediterrani alla nuova sede nel quartiere Sants, dall'altro, la fondazione nell'aprile 1944 del Club Natació Montjuïc.
Tra il 1976 e il 1979 il club costruisce nuove strutture nel carrer Regent Mendieta. La crescita della società porta all'acquisizione di ulteriori strutture nell'antica fabbrica modernista del 1903 Serra i Balet, nel carrer Begur, inaugurata il 20 giugno 1987. Nel 1999 viene rinominata in onore al vecchio presidente Josep Vallès.
Particolare lustro al nome del Mediterrani è stato dato dalla sezione pallanuotistica femminile, vincitrice di 11 titoli nazionali e dominatrice della scena negli anni novanta, con nove scudetti su dieci, a cui si aggiungono 5 Coppe di Spagna e la prima edizione della Coppa di Catalogna. In ambito continentale si segnala la finale di Coppa delle Coppe nel 1992 ed il terzo posto in Coppa LEN nel 2002. A livello maschile la squadra è una presenza costante nella massima serie del campionato nazionale e vanta una Coppa di Spagna in bacheca.
Tra gli sportivi celebri spiccano Jordi Sans e Daniel Ballart, pallanuotisti due volte medagliati alle Olimpiadi di Barcellona 1992 e Atlanta 1996 (rispettivamente argento e oro).

## Sezioni
- Nuoto
- Pallanuoto
- Atletica leggera
- Calcio a 5
- Squash
- Subacquea
- Tennistavolo
- Triathlon

## Palmarès

### Maschile
- Copa del Rey: 1

1993

### Femminile
- Campionato spagnolo: 11

1990, 1992, 1993, 1994, 1995, 1996, 1997, 1998, 1999, 2003, 2010
- Copa de la Reina: 5

1997, 1998, 1999, 2000, 2003
- Coppa di Catalogna: 1

2009

### Rosa maschile
| N° |                      | Ruolo | Giocatore               |
| -- | -------------------- | ----- | ----------------------- |
|    | Spagna (bandiera)    |       | Axel Corres             |
|    | Australia (bandiera) |       | Lachlan Edwards         |
|    | Spagna (bandiera)    |       | Edgar Estevez Rodriguez |
|    | Spagna (bandiera)    |       | Guillem Frigola         |
|    | Spagna (bandiera)    |       | David Mari Fuertes      |
|    | Spagna (bandiera)    |       | Donat Galeev            |
|    | Spagna (bandiera)    |       | Alvaro Garcia Hernandez |
|    | Spagna (bandiera)    |       | Guillem Garcia          |
|    | Spagna (bandiera)    |       | Javier Gorria           |

| N° |                   | Ruolo | Giocatore              |
| -- | ----------------- | ----- | ---------------------- |
|    | Spagna (bandiera) |       | Jon Grau De Los Santos |
|    | Spagna (bandiera) |       | Marc Minguell          |
|    | Spagna (bandiera) |       | Jorge Ortega           |
|    | Spagna (bandiera) |       | Jan Perez              |
|    | Spagna (bandiera) |       | Jordi Perez            |
|    | Spagna (bandiera) |       | Marc Roca              |
|    | Spagna (bandiera) |       | Ramon Santis           |
|    | Serbia (bandiera) |       | Dejan Vujovic          |

### Rosa femminile
| N° |                        | Ruolo | Giocatore              |
| -- | ---------------------- | ----- | ---------------------- |
|    | Spagna (bandiera)      | P     | Elia Jimenez           |
|    | Spagna (bandiera)      | P     | Reyes Diaz Diaz        |
|    | Spagna (bandiera)      |       | Itziar Almeda Pitarch  |
|    | Paesi Bassi (bandiera) |       | Marit van der Weijden  |
|    | Spagna (bandiera)      |       | Nerea Martin           |
|    | Spagna (bandiera)      |       | Ana Marcos             |
|    | Spagna (bandiera)      |       | Ariadna Temprano Xambo |
|    | Spagna (bandiera)      |       | Daniela Moreno         |
|    | Spagna (bandiera)      |       | Clara Espar            |

| N° |                      | Ruolo | Giocatore                |
| -- | -------------------- | ----- | ------------------------ |
|    | Spagna (bandiera)    |       | Paula Prats              |
|    | Spagna (bandiera)    |       | Mariona Viladot          |
|    | Argentina (bandiera) |       | Cecilia Leonard          |
|    | Ungheria (bandiera)  |       | Anna Mandula Mucsy       |
|    | Spagna (bandiera)    |       | Carlota Penalver Granero |
|    | Spagna (bandiera)    |       | Paula Batalla Cabeza     |
|    | Spagna (bandiera)    |       | Carla Moral Lopez        |
|    | Spagna (bandiera)    |       | Merce Reynes Lobo        |